# Rostoka (gromada)
Rostoka (alt. Roztoka) – dawna gromada, czyli najmniejsza jednostka podziału terytorialnego Polskiej Rzeczypospolitej Ludowej w latach 1954–1972.
Gromady, z gromadzkimi radami narodowymi (GRN) jako organami władzy najniższego stopnia na wsi, funkcjonowały od reformy reorganizującej administrację wiejską przeprowadzonej jesienią 1954 do momentu ich zniesienia z dniem 1 stycznia 1973, tym samym wypierając organizację gminną w latach 1954–1972.
Gromadę Rostoka z siedzibą GRN w Rostoce (obecna pisowna Roztoka) utworzono – jako jedną z 8759 gromad na obszarze Polski – w powiecie chełmskim w woj. lubelskim na mocy uchwały nr 7 WRN w Lublinie z dnia 5 października 1954. W skład jednostki weszły obszary dotychczasowych gromad Bielin, Gałęzów, Klesztów, Kazimierówka, Lipinki, Rostoka wieś i Rostoka kol. ze zniesionej gminy Żmudź w tymże powiecie. Dla gromady ustalono 16 członków gromadzkiej rady narodowej.
1 stycznia 1960 do gromady Roztoka włączono wieś Ksawerów, wieś i kolonię Puszcza oraz kolonie Borysowice, Antonin, Klesztów Nr 13 i Marianopol ze zniesionej gromady Andrzejów w tymże powiecie.
1 stycznia 1962 gromadę Roztoka zniesiono, włączając jej obszar do gromady Żmudź w tymże powiecie.